# 황군서
황군서(黃君瑞, 1328년 - 1402년 3월 22일)는 고려시대 말기와 조선시대 초기의 무신, 정치인이다. 본관은 장수(長水)이고, 조선시대에 의정부영의정을 지낸 방촌 황희는 그의 차남이었다. 영의정을 지낸 황수신과 황치신의 할아버지이다.
고려때 판강릉대도호부사를 지냈고, 조선에 와서도 충주절제사와 선위사로 활동했다. 사후 서자 황희의 출세로 증 대광보국숭록대부 영의정부사에 추증되었다. 전라북도 남원부 출신이다.

## 생애
신라 경순왕의 부마인 시중(侍中) 황경(黃瓊)의 후손으로, 할아버지는 황석부(黃石富)는 사후 증 이조참의(吏曹參議)에 증직되었다.
전라북도 남원부 출신으로 고려시대에 참찬을 지내고 조선 건국 후 증 숭정대부 의정부좌찬성에 증직된 황균비(黃均庇)의 아들로 아버지 황균비는 학문을 닦았으나 뜻을 이루지 못하고 사망했다. 그는 고려조에서 자헌대부 판강릉대도호부사(判江陵大都護府事)에 이르렀다. 측실인 용궁 김씨에게서 2남 3녀를 얻었다. 조선 전기의 명재상 황희는 그의 서자(庶子)였다.
1392년(공양왕 4년) 조선이 건국한 뒤에는 충주절제사(忠州節制使)를 지내다가, 1394년(태조 3년) 선위사(宣慰使)로 제주도에 파견되었다.
그 뒤 1395년 제주도의 특산물로 진상하는 암말 육포를 바치는 것을 중단하게 할 것을 건의하여 성사시켰다. 제주에서 공(貢)바치는 마른 말고기를 금하였다. 제주의 풍속은 매년 섣달에 암말을 잡아서 포를 만들어 토산물로 바쳤는데, 그가 제주에서 돌아와서 아뢰므로 이를 그만두게 하였다. 그해에 도안무사가 되었다.
전고(典故)에 익숙하고 사리에 통달하여 일대 명신이 되었다. 사후 그의 서자 황희의 출세로 증직으로 증 대광보국숭록대부 영의정부사 겸 영집현전 경연 예문관춘추관 서운관사 세자사에 추증(追贈)되었다.
1402년(태종 2년) 3월 22일에 사망하니 향년 74세였다. 장지는 경기도 장단군 장도면 고현리 동남쪽 10리 마근곡 묘좌(현 장단군 장도면 사시리)에 안장되었다.

## 가족 관계
- 아버지 : 황균비
- 어머니 : 진주강씨
- 부인 : 이름 미상, 정실 부인
- 측실 : 용궁 김씨, 측실
  - 서자 : 황중수
    - 손자 : 황경돈(黃敬敦)

  - 서자 : 황희(黃喜, 1363년 3월 8일(음력 2월 10일) ~ 1452년 2월 8일), 조선에서 영의정을 역임)
    - 손자 : 황치신(黃致身)
    - 손자 : 황수신(黃守身)
    - 손자 : 황보신(黃保身)
    - 손자 : 황직신(黃直身, 사직)

## 기타
그의 할아버지 황석부(黃石富)는 신라 경순왕의 부마인 시중 황경의 17대손으로 할아버지 황석부의 대에 가문이 다시 일어났으므로 그를 중시조로 한다. 조선 선조 때 통신사로 파견된 우송당(友松堂) 황윤길(黃允吉)은 그의 5대손이다.

## 같이 보기
- 황희
- 맹사성
- 황수신
- 황치신
- 황여헌
- 황윤길
- 황현
- 황의돈

## 참고 문헌
- 고려사
- 고려사절요
- 장수황씨세보
- 태조실록
- 세종실록